# 鬼宿四
鬼宿四 (δ Cnc / δ Cancri) 是一顆位於巨蟹座的橘色巨星，距離地球大約180光年。它的固有名稱是源自拉丁文的Asellus Australis，意思是「南方的小驢子」。由於它鄰近黃道，因此經常會被月球，偶爾也會被行星遮蔽。

## 歷史
鬼宿四在紀錄上是第一顆被木星/土星掩蔽的恆星：
|                                                       | 我們所知道對木星最古老的觀測紀錄在托勒密的<<天文學大成>>第十冊的第三章(sic)，...當時這顆行星被鬼宿四遮蔽。此一觀測是在B.C. 240年9月3日大約晚上18點在亞歷山大城的子午線上。 |
| ——Allen, 1898, quoting from Hind's The Solar System). | |

鬼宿四也標示出著名的疏散星團蜂巢星團或馬巢星團，也稱為M44的位置。在古時候，M44被做為顯示天氣的指標，在阿拉托斯（Aratos）的希臘韻文中揭露了如下的預測：
|               | A murky manger with both stars Shining unaltered is a sign of rain. While if the northern Ass is dimmed By vaporous shroud, he of the south gleam radiant, Expect a south wind: the vaporous shroud and radiance Exchanging stars harbinger Boreas. |
| ——Allen, 1898 | |

這首詩的意思是，如果鬼宿四或是巨蟹座δ被雲遮蔽了，風將從南方吹來改變這種局勢。但這種準確性是令人質疑的，正如艾倫所指出：「我們現代化的氣象局會告訴我們這些恆星被掩蔽的真相，也有其它的可能性。」(Allen, 1898)

## 其它
但是鬼宿四不僅被當作一個可疑的天氣指標，它也是尋找鮮豔的紅色巨蟹座X星的一個可靠指標，派翠克莫爾在他《南天的星空》這本入門書的註釋中指出：
|                          | 在雙筒望遠鏡和鬼宿四同一個視野中，你會發現一顆顏色非常紅的恆星：巨蟹座X。它是一顆半規則變星，它的最大光度可以達到5等，且亮度不會低於7.3等，因此它永遠是雙筒望遠鏡可以觀察的目標，它看起來像一個發光的小煤塊。 |
| ——Page 146, Moore, 1994. | |

鬼宿四也是巨蟹座δ流星雨的輻射點。
在1876年，曾有人提出鬼宿四可能有一顆伴星。

### 書籍
- Allen, Richard Hinckley,  Star Names; Their Lore and Meaning,  Dover, 1898.
- Burnham, Robert Jnr., Burnham's Celestial Handbook, Dover publications, 1978.
- Beresford Tony, Personal Communication (Letter on d Cancris.) 1997.
- Guinness,  The Guinness Book of Records, Guinness Publishing, 1991.
- Kaler, James, B, ‘The Cambridge Encyclopaedia of Stars’, Cambridge University Press, 2006.
- Motz, Lloyd & Nathanson, Carol, Constellations, Aurum Press, 1991.
- Moore, Patrick, Atlas of the Universe, Phillips, 1994.
- Moore, Patrick, Stars of the Southern Skies, Penguin books, 1994.

## 外部連結
- Asellus Australis photo